# Де Врис, Боб
Боб де Врис (нидерл. Bob de Vries, 16 декабря 1984, Хауле, Остстеллингверф, Нидерланды) — голландский конькобежец. Серебряный призёр на дистанции 10000 метров и бронзовый призёр в командной гонке на чемпионате мира по отдельным дистанциям 2011. Специализируется на длинных дистанциях — 5000 и 10000 м, а также в марафоне. Младший брат голландской конькобежки — Эльмы де Врис.

## Биография
В сезоне 2010/2011 выиграл чемпионат Нидерландов по отдельным дистанциям на 5000 м и стал второй на 10000 м.
В декабре 2010 года выиграл Нидерландский марафон на 100 км на естественном льду.
На чемпионате мира по отдельным дистанциям 2011 стал вторым на дистанции 10000 метров и третьим в командной гонке, совместно с Яном Блокхёйсеном и Куном Вервеем.